# Nongoa
Nongoa est une ville et une sous-préfecture de Guinée, rattachée à la préfecture de Guéckédou et à la région de Nzérékoré. 

## Situation géographique
Nongoa est située à 27 km à l'ouest de la préfecture de Gueckédou de laquelle elle relève administrativement. Elle est limitée à l'est et au nord-est par la sous-préfecture de Tèmèssadou Djibo; au nord par la sous-préfecture de Koundou (Koodou Lengöbengou); au sud-est par le Libéria ; au sud par la Sierra Leone et à l'ouest par la sous-préfecture de Ouéndé-Kénéma. Elle couvre une superficie de 316 km2 environ et compte 7 districts qui sont : Kolian, Tomandou, Balladou o wonkoïnin, Ouladin,  Yillando , KOLIGNINDÖ et YARADOU o Doumbo.    

## Population
En 2016, le nombre d'habitants est estimé à 15 999, à partir d'une extrapolation officielle du recensement de 2014 qui en avait dénombré 14 959 .